# Psalm 32

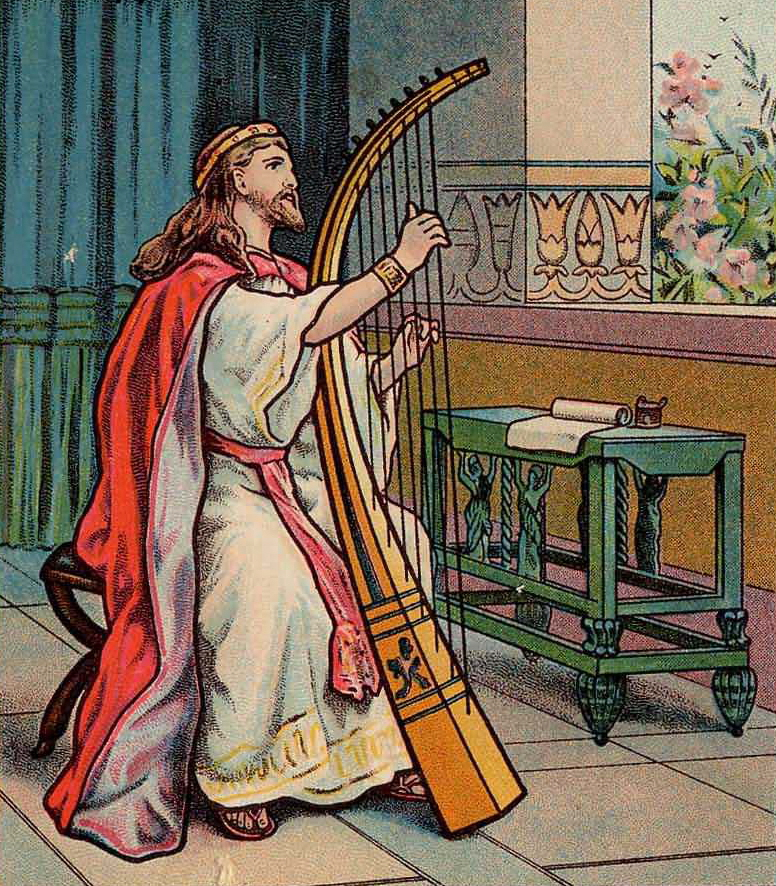
Dawid doznający radości z przebaczenia. Dzieło ukazujące fragment z Psalmu 32.

Psalm 32 – jeden z utworów zgromadzonych w biblijnej Księdze Psalmów. Psalm jest zaliczany do dzieł dawidowych. W numeracji Septuaginty psalm ten nosi numer 31.

## Teologia Psalmu
Utwór jest drugim po psalmie 6 dziełem o charakterze pokutnym. Podejmuje zagadnienie cierpienia w związku z winą za grzech. Początkowe wersy kładą nacisk na błogosławieństwo człowieka, któremu Bóg odpuścił grzechy. Podobne nawiązanie następuje w wersecie 5. Ogólna wypowiedź psalmu zyskuje postać osobistego wyznania i doświadczenia przebaczenia grzechów. Wersety 8–9 można interpretować jako wypowiedź Boga na temat człowieka. W ten sposób Bóg udziela odpowiedzi wyznaniu psalmisty. Psalm ukazuje szokującą dla ludzi Starego Testamentu prawdę, że Bóg wybacza i otacza łaską, nawet złoczyńców. Wskazuje na to werset 10, ukazując, że bliskość JHWH nie jest dla człowieka ciężarem. Psalmista w odpuszczeniu grzechów znajduje ukojenie. Bardzo trudno jest zaproponować jakikolwiek układ budowy psalmu, utwór zapisany jest w tonie opowiadania psalmisty.

## Symbolika
- Werset 4 – w Septuagincie (LXX) tłumaczony jest Wpadłem w nędzę, gdy cień mnie przeszywał. Dlatego ojcowie kościoła korzystający z LXX mówili o grzechu, którego symbolem jest cień[3].
- W utworze trzykrotnie pojawia się niejasne słowo sela, którego znaczenie nie jest dokładnie znane[4].